# Виласко (Кремона)
Виласко је насеље у Италији у округу Кремона, региону Ломбардија.
Према процени из 2011. у насељу је живело 9 становника. Насеље се налази на надморској висини од 47 м.